# Віа Лабікана

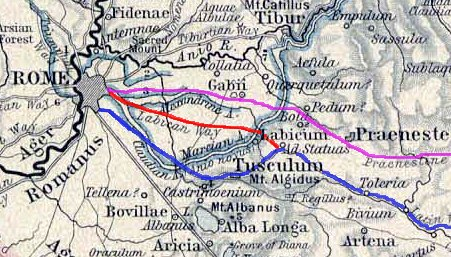
Латинська дорога (синій), Віа Лабікана (червоний колір) та Віа Пренесте (фіолетовий)

Віа Лабікана, Лабіканська дорога (лат. Via Labicana) — антична римська дорога, що з'єднувала Рим з південним сходом Італії.
Вона починалася у Римі у монументальних Есквілінськіх воріт (лат. Porta Esquilina) і вела спочатку до Tusculum, потім була продовжена до міста Лабік (лат. Labici, сучасне місто Монте Компатрі).
На цій дорозі була збудована вілла Лівії Друзілли (дружини Августа) і у 1910 році на цьому місці знайдено статую Августа зображеного як Pontifex Maximus. Сьогодні вона знаходиться у Палаццо Максімо аллє терме у Римському національному музеї.
На Лабіканській дорозі біля третьої мильової колони знаходився мавзолей Олени, матері імператора Костянтина Великого.
Біля п'ятої мильової колони похований імператор Дідій Юліан після його страти.

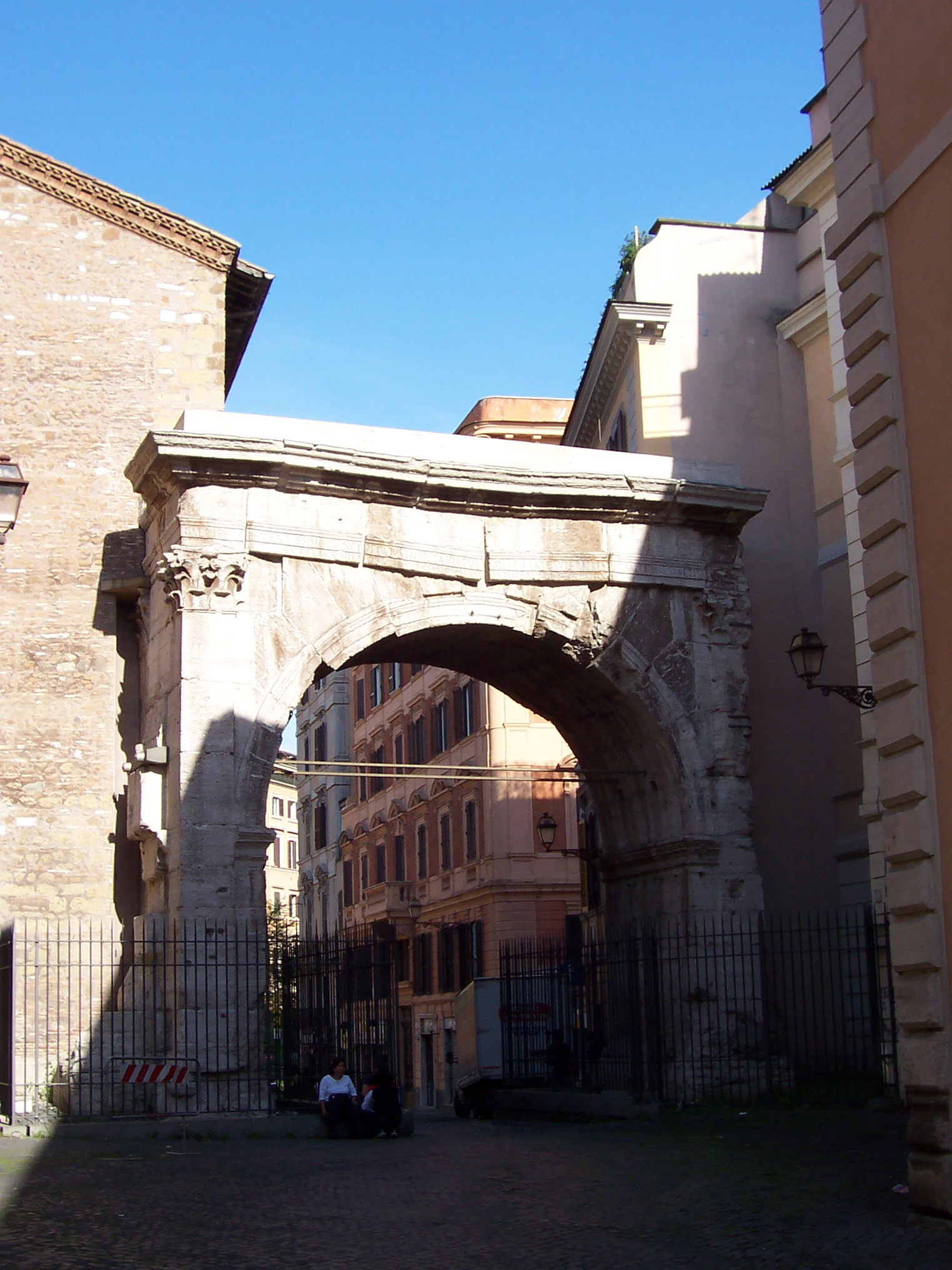
Арка Галієна (Есквілінські ворота)
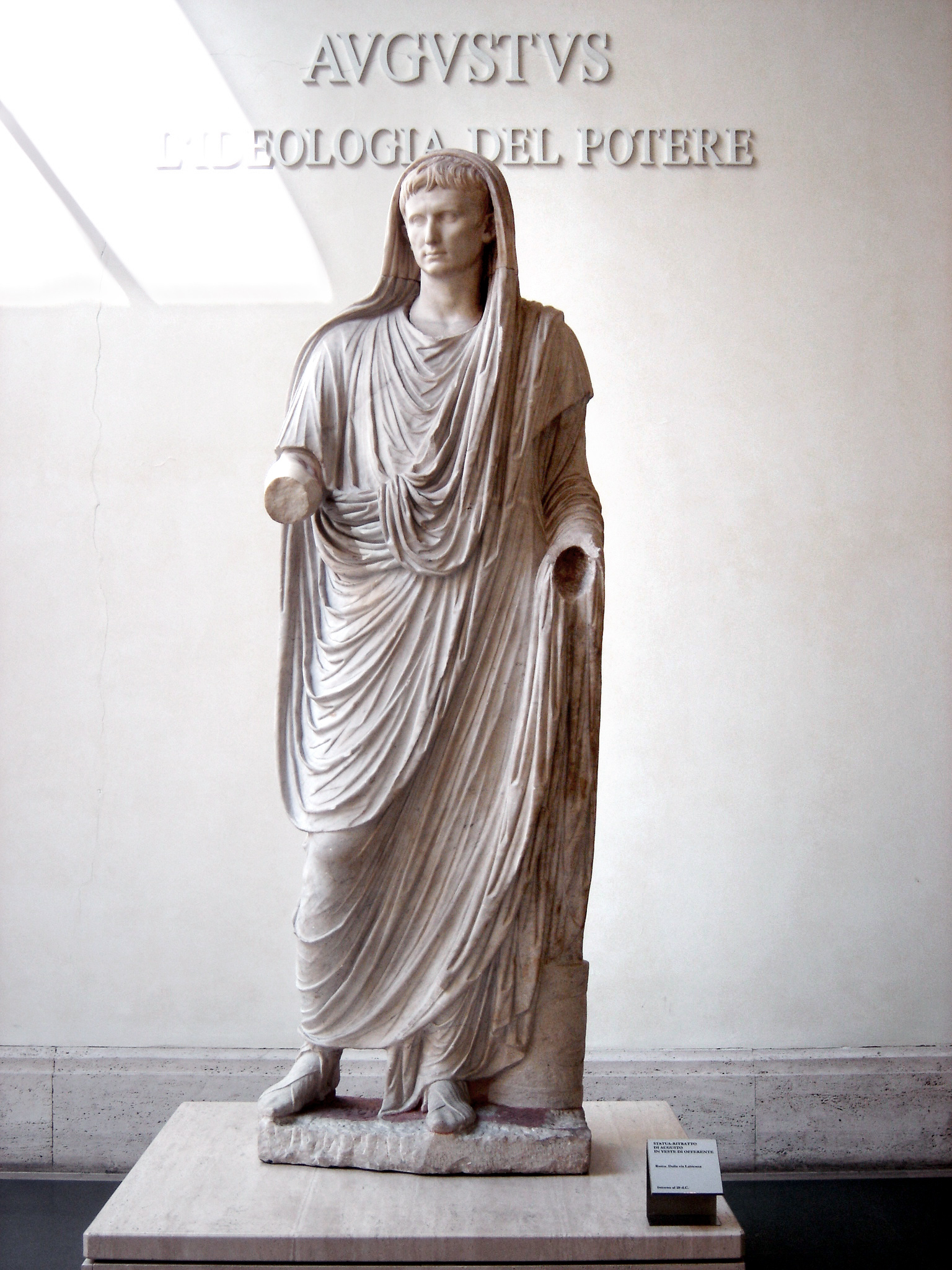
Статуя Августа